# Hôtel de Ricard (Montpellier)
L’hôtel de Ricard est un hôtel particulier situé à Montpellier, dans le département de l'Hérault.

## Histoire
Ce bâtiment fait l’objet d’une inscription au titre des monuments historiques depuis le 28 juillet 1945.